# Jun Marques Davidson
Jun Marques Davidson (ディビッドソン純マーカス?, Davidson Marques Jun; Tokyo, 7 giugno 1983) è un ex calciatore giapponese con passaporto statunitense, di ruolo difensore.

## Carriera
Di padre statunitense e madre giapponese, inizia la sua carriera calcistica nel 2002, facendo il suo debutto professionale con l'Omiya Ardija. Dopo tre stagioni passate in seconda divisione, ha aiutato la squadra ad essere promossa in prima divisione nel 2004. Nel 2007 passa all'Albirex Niigata, dove non trova molto spazio, in quanto viene girato in prestito ad altre squadre, come il Vissel Kobe e Consadole Sapporo.
Nel 2009 torna negli Stati Uniti, dove si trasferì da ragazzo nel 1995, per giocare con il Carolina RailHawks, dove colleziona venti presenze.
Nel 2011 torna a giocare in Giappone con il Tokushima Vortis della Division 2, rimanendo una stagione.
Il 18 gennaio 2012 passa al Vancouver Whitecaps.